# مسيحية الجوئتا

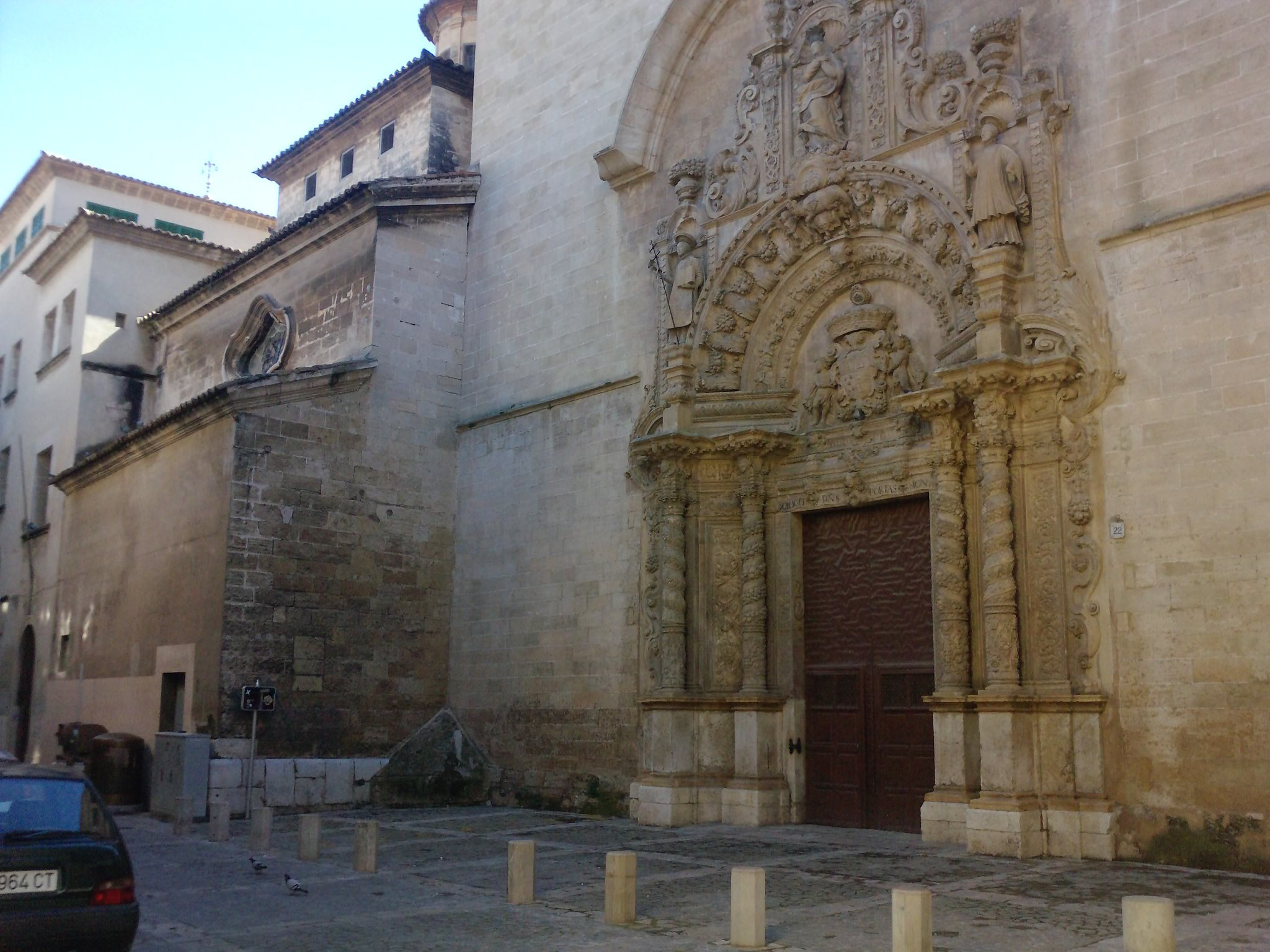
كنيسة مونتسيون (جبل صهيون) في بالما دي مايوركا، كانت في السابق كنيس يهودي، وهي كنيسة الجوئتا الرئيسية في ميورقة.

مسيحية الجوئتا (بالكاتالانية: cristianisme xueta) هي معتقدات دينية توفيقيَّة في جزيرة مايوركا، في إسبانيا ويدعى أتباعها باسم جوئتا، وهم أحفاد اليهود الذين تحولوا إلى المسيحية طوعًا أو قسرًا. يحافط جماعة الجوئتا على العديد من التقاليد الدينية اليهودية منها الختان، وطعام الكشروت وحفظ السبت؛ ومزجوا تقاليدهم اليهوديّة مع الديانة المسيحية الكاثوليكية والشعائر الكاثوليكية. حتى القرن السابع عشر كانت الجماعة كاثوليكية إسميًا ومارست الشعائر اليهودية سرًا. ومنذ القرن السابع عشر اندمج الجوئتا في التيار الكاثوليكي المركزي والتقاليد المسيحية والتي انبثق منها تيار مسيحية الجوئتا.
مارس الجوئتا تقاليد صارمة منها زواج الأقارب، كما أن العديد من ذريتهم ما تزال تمارس مسيحية الجوئتا وهي تيار مسيحي توفيقي وجزء من التيار الكاثوليكي المركزي. في الوقت الحاضر يقدر عدد أتباع تيار مسيحية الجوئتا بحوالي 18,000-20,000 شخص في جزيرة مايوركا. يتعبد الجوئتا في كنيسة مونتسيون (جبل صهيون) في بالما دي مايوركا المطلة على الحي اليهودي، والتي كانت سابقا كنيسا يهودياً، وتقول الشائعات إن أجيالا من الجوئتا كانت تتلمس بأيديها أحجار الحائط خلال مرورها لتأكيد جذورهم اليهودية، كما أن كنيسة القديس ايولاليا في بالما من الكنائس الرئيسية التي يُصلي فيها المسيحيون ذوي الأصول اليهودية.